# 1770年古典音樂
本頁面是1770年間古典音樂事件（含相關話題）的紀錄頁。

## 出生人物

### 12月
- 16日：路德維希·范·貝多芬（德語：Ludwig van Beethoven）出生於德國波昂的波昂街（德语：Bonngasse）20號。